# 解試
解试，中国唐宋时代科举考试方式，贡举考试之一种。诸州府举人取得解送中央参加省试资格的考试，相当于明清的乡试。
唐朝制度，地方官考校士人，士人应县试合格后，再由州府进行考试，合格者往京师应礼部试称之为“解”，所以州县试称解试，又称乡贡，每年举行一次。宋朝解试包括州试（乡试）、转运司试（漕试）、学馆（太学）试等。每三年举行一次，举人考试合格，即由州、转运司或太学各依解额解送礼部，参加省试。宋徽宗崇宁三年（1104年），停乡试等州县解试，应举者全由学校升贡。宣和三年（1121年），恢复州解试，此后至宋末未改。